# Liste der Denkmäler des Deutsch-Französischen Krieges im Landkreis Breisgau-Hochschwarzwald
Diese Liste gibt einen Überblick über Gedenkstätten im Landkreis Breisgau-Hochschwarzwald, die sich schwerpunktmäßig der Geschichte des Deutsch-Französischen Krieges von 1870/71 widmen.

## Liste
| Bild | Ort                         | Ortsteil                   | Lage                                                                 | Beschreibung |
| --- | --------------------------- | -------------------------- | -------------------------------------------------------------------- | --- |
| | Feldberg (Schwarzwald)      | Altglashütten              | neben der Schule 47° 51′ 34″ N, 8° 6′ 42″ O                          | Findling mit Gedenktafeln |
| | Auggen                      | Auggen                     | Hauptstraße gegenüber Gasthof Bären 47° 47′ 18″ N, 7° 35′ 26″ O      | Obelisk auf rundem Sockel. |
| Bild gesucht Die Wikipedia wünscht sich an dieser Stelle ein Bild vom Ort mit diesen Koordinaten 47.90355 7.664158 . Motiv: Kriegerdenkmal Tunsel Falls du dabei helfen möchtest, erklärt die Anleitung , wie das geht. BW                      | Bad Krozingen               | Tunsel                     | Gegenüber der Kirche 47° 54′ 13″ N, 7° 39′ 51″ O                     | Als Brunnen ausgelegtes Denkmal von 1903. Obelisk auf Sockel mit Verzierungen. |
| Bild gesucht Die Wikipedia wünscht sich an dieser Stelle ein Bild vom Ort mit diesen Koordinaten 47.806183 7.701298 . Motiv: Kriegerdenkmal Schweighof Falls du dabei helfen möchtest, erklärt die Anleitung , wie das geht. BW                 | Badenweiler                 | Schweighof                 | Beim Rathaus 47° 48′ 22″ N, 7° 42′ 5″ O                              | Serieller Obelisk auf rechteckigem Sockel. |
| | Breisach am Rhein           | Niederrimsingen            | Friedhofsmauer 47° 59′ 20″ N, 7° 40′ 4″ O                            | Heller Obelisk auf rechteckigem Sockel, Gedenktafeln an drei Seiten. |
| | Breitnau                    | Breitnau                   | auf dem Friedhof 47° 56′ 22″ N, 8° 4′ 42″ O                          | Plakette mit Erdspießen, die die Namen der Kriegsteilnehmer trägt. |
| | Buchenbach                  | Buchenbach                 | Bei der Kirche 47° 57′ 40″ N, 8° 0′ 34″ O                            | Gedenktafel 1871/71 als Teil der Kriegsgedenkstätte. |
| | Buggingen                   | Buggingen                  | Friedhof 47° 50′ 30″ N, 7° 38′ 22″ O                                 | Gedenktafel 1871/71 an der Einsegnungshalle. |
| Bild gesucht Die Wikipedia wünscht sich an dieser Stelle ein Bild vom Ort mit diesen Koordinaten 48.094031 7.745899 . Motiv: Kriegerdenkmal Eichstetten am Kaiserstuhl Falls du dabei helfen möchtest, erklärt die Anleitung , wie das geht. BW | Eichstetten am Kaiserstuhl  | Eichstetten am Kaiserstuhl | bei der evangelischen Kirche 48° 5′ 39″ N, 7° 44′ 45″ O              | Hoher Obelisk auf viereckigem Sockel. |
| Bild gesucht Die Wikipedia wünscht sich an dieser Stelle ein Bild vom Ort mit diesen Koordinaten 47.963905 8.293717 . Motiv: Kriegerdenkmal Bubenbach Falls du dabei helfen möchtest, erklärt die Anleitung , wie das geht. BW                  | Eisenbach                   | Bubenbach                  | auf dem Friedhof 47° 57′ 50″ N, 8° 17′ 37″ O                         | Gedenktafel 1871/71 auf dem Betonkreuz in der Mitte der Kriegsgedenkstätte. |
| Bild gesucht Die Wikipedia wünscht sich an dieser Stelle ein Bild vom Ort mit diesen Koordinaten 47.890352 7.652005 . Motiv: Kriegerdenkmal Eschbach Falls du dabei helfen möchtest, erklärt die Anleitung , wie das geht. BW                   | Eschbach (Markgräflerland)  | Eschbach                   | Bahnhofstraße 47° 53′ 25″ N, 7° 39′ 7″ O                             | Obelisk auf viereckigem Sockel, gekrönt durch einen Adler. |
| Bild gesucht Die Wikipedia wünscht sich an dieser Stelle ein Bild vom Ort mit diesen Koordinaten 47.985667 8.246855 . Motiv: Kriegerdenkmal Schollach Falls du dabei helfen möchtest, erklärt die Anleitung , wie das geht. BW                  | Eisenbach                   | Schollach                  | Bei der Kirche 47° 59′ 8″ N, 8° 14′ 49″ O                            | quadratische Säule, oben mit Kugel, vorne Deutsches Kreuz und Reiterbildnis. |
| Bild gesucht Die Wikipedia wünscht sich an dieser Stelle ein Bild vom Ort mit diesen Koordinaten 47.936516 7.628161 . Motiv: Kriegerdenkmal Hartheim am Rhein Falls du dabei helfen möchtest, erklärt die Anleitung , wie das geht. BW          | Hartheim am Rhein           | Hartheim am Rhein          | Bei der Kirche 47° 56′ 11″ N, 7° 37′ 41″ O                           | Liegende Metallplatte mit den Namen der Gefallenen von 1870–71. |
| Bild gesucht Die Wikipedia wünscht sich an dieser Stelle ein Bild vom Ort mit diesen Koordinaten 47.871185 7.666844 . Motiv: Kriegerdenkmal Heitersheim Falls du dabei helfen möchtest, erklärt die Anleitung , wie das geht. BW                | Heitersheim                 | Heitersheim                | Gegenüber der Kirche 47° 52′ 16″ N, 7° 40′ 1″ O                      | Steinquader, oben mit Adler, vorne Gedenktafel. |
| Bild gesucht Die Wikipedia wünscht sich an dieser Stelle ein Bild vom Ort mit diesen Koordinaten 48.051926 7.680542 . Motiv: Kriegerdenkmal Wasenweiler Falls du dabei helfen möchtest, erklärt die Anleitung , wie das geht. BW                | Ihringen                    | Wasenweiler                | Neben der Kirche 48° 3′ 7″ N, 7° 40′ 50″ O                           | Obelisk auf rechteckigem Sockel. |
| Bild gesucht Die Wikipedia wünscht sich an dieser Stelle ein Bild vom Ort mit diesen Koordinaten 47.964787 7.952847 . Motiv: Kriegerdenkmal Kirchzarten Falls du dabei helfen möchtest, erklärt die Anleitung , wie das geht. BW                | Kirchzarten                 | Kirchzarten                | Friedhof 47° 57′ 53″ N, 7° 57′ 10″ O                                 | Gusseiserne Tafel mit den Namen der Kriegsteilnehmer. |
| Bild gesucht Die Wikipedia wünscht sich an dieser Stelle ein Bild vom Ort mit diesen Koordinaten 47.892493 8.179255 . Motiv: Kriegerdenkmal Saig Falls du dabei helfen möchtest, erklärt die Anleitung , wie das geht. BW                       | Lenzkirch                   | Saig                       | Bei der Kirche 47° 53′ 33″ N, 8° 10′ 45″ O                           | Naturstein mit Gedenktafel. |
| Bild gesucht Die Wikipedia wünscht sich an dieser Stelle ein Bild vom Ort mit diesen Koordinaten 47.857338 8.311956 . Motiv: Kriegerdenkmal Göschweiler Falls du dabei helfen möchtest, erklärt die Anleitung , wie das geht. BW                | Löffingen                   | Göschweiler                | Neben der Kirche 47° 51′ 26″ N, 8° 18′ 43″ O                         | rechteckige, gemauertes Denkmal mit Soldaten und Gedenktafeln. |
| Bild gesucht Die Wikipedia wünscht sich an dieser Stelle ein Bild vom Ort mit diesen Koordinaten 47.883728 8.344333 . Motiv: Kriegerdenkmal Löffingen Falls du dabei helfen möchtest, erklärt die Anleitung , wie das geht. BW                  | Löffingen                   | Löffingen                  | Rathausplatz 47° 53′ 1″ N, 8° 20′ 40″ O                              | Obelisk auf hohem Sockel aus Granit aus dem Jahr 1896, gekrönt durch einen Adler. Das Denkmal wurde vom Freiburger Bildhauer Heinrich Mayer-Belsen entworfen. Im Rahmen der Sanierung des Rathausplatzes wurde das Denkmal 2018 abgebaut und soll an anderer Stelle neu aufgebaut werden. |
| Bild gesucht Die Wikipedia wünscht sich an dieser Stelle ein Bild vom Ort mit diesen Koordinaten 48.070231 7.77066 . Motiv: Kriegerdenkmal Neuershausen Falls du dabei helfen möchtest, erklärt die Anleitung , wie das geht. BW                | March (Breisgau)            | Neuershausen               | außen an der Kirche 48° 4′ 13″ N, 7° 46′ 14″ O                       | Gedenktafel außen an der Kirche. |
| | Müllheim                    | Müllheim                   | Friedhof 47° 48′ 39″ N, 7° 37′ 17″ O                                 | Obelisk auf rechteckigem Sockel. |
| Bild gesucht Die Wikipedia wünscht sich an dieser Stelle ein Bild vom Ort mit diesen Koordinaten 47.791201 7.621012 . Motiv: Kriegerdenkmal Vögisheim Falls du dabei helfen möchtest, erklärt die Anleitung , wie das geht. BW                  | Müllheim                    | Vögisheim                  | Friedhof 47° 47′ 28″ N, 7° 37′ 16″ O                                 | hoher Obelisk auf kleinem rechteckigem Sockel. |
| Bild gesucht Die Wikipedia wünscht sich an dieser Stelle ein Bild vom Ort mit diesen Koordinaten 47.914609 8.210406 . Motiv: Kriegerdenkmal Neustadt Falls du dabei helfen möchtest, erklärt die Anleitung , wie das geht. BW                   | Titisee-Neustadt            | Neustadt                   | Friedhofsmauer 47° 54′ 53″ N, 8° 12′ 37″ O                           | Gedenktafeln außen an der Friedhofsmauer. |
| Bild gesucht Die Wikipedia wünscht sich an dieser Stelle ein Bild vom Ort mit diesen Koordinaten 47.873121 7.592196 . Motiv: Kriegerdenkmal Grißheim Falls du dabei helfen möchtest, erklärt die Anleitung , wie das geht. BW                   | Neuenburg am Rhein          | Grißheim                   | Bei der Kirche 47° 52′ 23″ N, 7° 35′ 32″ O                           | Roter Obelisk auf rechteckigem Sockel von 1896 mit Text auf einer Marmortafel, gestaltet vom Bildhauer H. Fürst aus Staufen. |
| Bild gesucht Die Wikipedia wünscht sich an dieser Stelle ein Bild vom Ort mit diesen Koordinaten 47.817654 8.178391 . Motiv: Kriegerdenkmal Schluchsee Falls du dabei helfen möchtest, erklärt die Anleitung , wie das geht. BW                 | Schluchsee                  | Schluchsee                 | Bei der Kirche 47° 49′ 4″ N, 8° 10′ 42″ O                            | Das Denkmal von 1894 ist ein hoher Obelisk auf rechteckigem Sockel, gekrönt durch ein Eisernes Kreuz. |
| Weitere Bilder | St. Peter (Hochschwarzwald) | St. Peter                  | Marktplatz 48° 0′ 58″ N, 8° 1′ 53″ O                                 | Der Bertholdsbrunnen von Julius Seitz mit Ornamenten von August Müssle aus dem Jahr 1902 erinnert an Berthold II. von Zähringen und die Kriegsteilnehmer im Deutsch-Französischen Krieg.                                                                                                  |
| Bild gesucht Die Wikipedia wünscht sich an dieser Stelle ein Bild vom Ort mit diesen Koordinaten 47.806183 7.73192 . Motiv: Kriegerdenkmal Staufen Falls du dabei helfen möchtest, erklärt die Anleitung , wie das geht. BW                     | Staufen im Breisgau         | Staufen                    | Am Rathaus 47° 52′ 54″ N, 7° 43′ 55″ O                               | Bronzetafel die alle Staufener Kriegsteilnehmer aufführt (keine Gefallenen), von C.A. Meckel entworfen, im Bildhaueratelier Weißburger & Kubanek ausgeführt, eingeweiht 1911. |
| Bild gesucht Die Wikipedia wünscht sich an dieser Stelle ein Bild vom Ort mit diesen Koordinaten 47.84078 7.706159 . Motiv: Kriegerdenkmal Sulzburg Falls du dabei helfen möchtest, erklärt die Anleitung , wie das geht. BW                    | Sulzburg                    | Sulzburg                   | Im ehemaligen Stadtgraben 47° 50′ 27″ N, 7° 42′ 22″ O                | halbkreisförmige Steinmauer mit den Namen und Daten der Gefallenen. Das Denkmal steht unter Denkmalschutz |
| Bild gesucht Die Wikipedia wünscht sich an dieser Stelle ein Bild vom Ort mit diesen Koordinaten 48.030586 7.761338 . Motiv: Kriegerdenkmal Umkirch Falls du dabei helfen möchtest, erklärt die Anleitung , wie das geht. BW                    | Umkirch                     | Umkirch                    | vor dem Friedhof 48° 1′ 50″ N, 7° 45′ 41″ O                          | auf einem Naturstein eine schmiedeeiserne Tafel für 1870/71 (diese Tafel befand sich früher am alten Rathaus). |
| Bild gesucht Die Wikipedia wünscht sich an dieser Stelle ein Bild vom Ort mit diesen Koordinaten 47.88429 8.404148 . Motiv: Kriegerdenkmal Unadingen Falls du dabei helfen möchtest, erklärt die Anleitung , wie das geht. BW                   | Unadingen                   | Unadingen                  | Gabelung der Weißkreuzstraße/Tregenstraße 47° 53′ 3″ N, 8° 24′ 15″ O | Obeliskstumpf auf rechteckigem Sockel. |
| Bild gesucht Die Wikipedia wünscht sich an dieser Stelle ein Bild vom Ort mit diesen Koordinaten 48.089986 7.627467 . Motiv: Kriegerdenkmal Oberrotweil Falls du dabei helfen möchtest, erklärt die Anleitung , wie das geht. BW                | Vogtsburg im Kaiserstuhl    | Oberrotweil                | Neben dem Rathaus 48° 5′ 24″ N, 7° 37′ 39″ O                         | Fahnenträger, Gedenktafeln. |
| Bild gesucht Die Wikipedia wünscht sich an dieser Stelle ein Bild vom Ort mit diesen Koordinaten 48.088545 7.629835 . Motiv: Kriegerdenkmal Oberrotweil Kirche Falls du dabei helfen möchtest, erklärt die Anleitung , wie das geht. BW         | Vogtsburg im Kaiserstuhl    | Oberrotweil                | Kirche 48° 5′ 19″ N, 7° 37′ 47″ O                                    | Gedenktafel außen an der Kirche. |